# Taxeotis semifusca
Taxeotis semifusca är en fjärilsart som beskrevs av W. Warren 1899. Taxeotis semifusca ingår i släktet Taxeotis och familjen mätare. Inga underarter finns listade i Catalogue of Life.